# Монаршик малий
Мона́ршик малий (Hypothymis puella) — вид горобцеподібних птахів родини монархових (Monarchidae). Ендемік Індонезії. Раніше вважався конспецифічним з гіацинтовим монаршиком, однак був визнаний окремим видом.

## Підвиди
Виділяють два підвиди:
- H. p. puella (Wallace, 1863) — Сулавесі і сусідні острови;
- H. p. blasii Hartert, E, 1898 — острови Банґґаї[en] і Сула[en].

## Поширення і екологія
Малі монаршики живуть у вологих рівнинних тропічних лісах.